# 清水溝溪

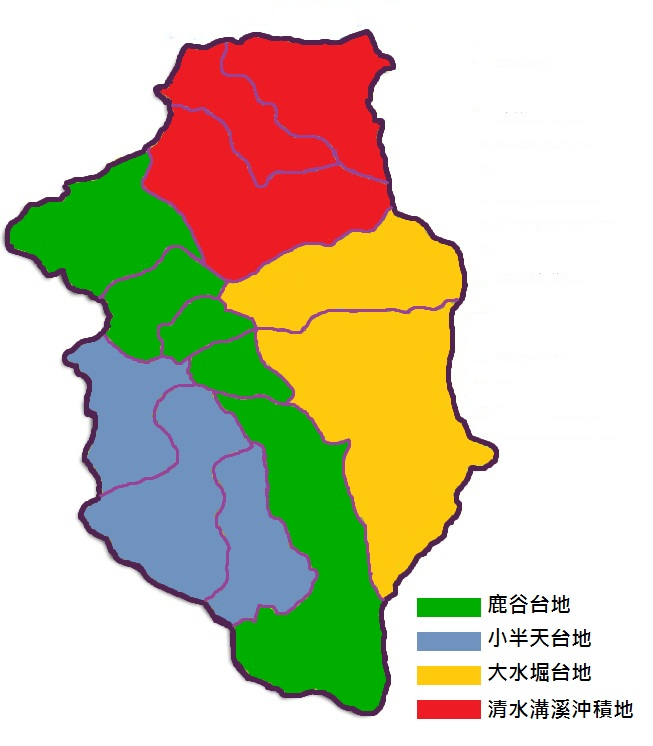
在範圍即是清水溝溪沖積地所在秀峰、清水、瑞田三村落位置。

清水溝溪，又稱為南清水溝溪，為濁水溪主要支流之一，全長17.5公里，流域面積68平方公里，發源於標高1,697公尺的鳳凰山，流域全境位於南投縣鹿谷鄉，與東埔蚋溪同為鹿谷鄉的主要河川，下游形成清水溝溪沖積地，位於鹿谷鄉的北端，最後在瑞田附近注入濁水溪。

## 生態保護
清水溝溪的溪水清澈，為台灣溪流生態保育最早發源地，1981年即規劃有「清水溝溪魚蝦保護區」，成立「清水溝溪魚蝦保育榮生會」，從事保育區河川魚蝦自然生態，沿岸景色優美，沿線橫越初鄉、秀峰、清水、瑞田四個村落，保育區內蟹、魚、蝦繁生棲息溪中，其中的物種主要有鮐魚、鱸鰻，其他魚種尚有石賓、溪哥仔以及台灣苦花魚等，因為清水溝溪接續到濁水溪，魚群分布相當廣泛，其分佈屬於冷水性、雜食性魚類，如台灣特有種台灣馬口魚、台灣鯽魚等等，並設有涼亭釣魚區，提供垂釣、露營、戲水等休憩活動。